# Felicitas Brucker
Felicitas Brucker (* 1974 in Stuttgart) ist eine deutsche Theaterregisseurin.

## Leben
Felicitas Brucker studierte Theaterwissenschaften, Neue Deutsche Literatur und Kommunikationswissenschaften an der Ludwig-Maximilians-Universität München. Anschließend folgte ein Regiestudium am Goldsmiths College an der University of London. Zwischen 2003 und 2006 war sie Regieassistentin an den Münchner Kammerspielen, an denen sie auch inszenierte. Es folgten Inszenierungen am Schauspielhaus Wien, Maxim-Gorki-Theater Berlin, Thalia Theater Hamburg, Theater Freiburg, Schauspiel Hannover, Theater Basel, Nationaltheater Mannheim, Schauspiel Frankfurt, Schauspielhaus Zürich und den Münchner Kammerspielen.
2009 war sie Jurymitglied für den Mülheimer Dramatikpreis.
Zwischen 2009 und 2014 war Brucker Hausregisseurin am Schauspielhaus Wien.
Brucker lebt mit Familie in Paris.

## Inszenierungen (Auswahl)
- 2007: hamlet ist tot. keine schwerkraft von Ewald Palmetshofer, Schauspielhaus Wien[4]
- 2008: Urfaust von Johann Wolfgang Goethe, Maxim-Gorki-Theater Berlin[5]
- 2008: Amoklauf mein Kinderspiel von Thomas Freyer, Thalia Theater Hamburg[6]
- 2008: Frühlings Erwachen nach Frank Wedekind, Theater Freiburg[7]
- 2008: Lilja 4-ever nach Lukas Moodysson, Maxim-Gorki-Theater Berlin
- 2009: faust hat hunger und verschluckt sich an einer grete (UA) von Ewald Palmetshofer, Schauspielhaus Wien[17]
- 2009: Orestie nach Aischylos, Theater Freiburg[18]
- 2009: Geschlossene Gesellschaft von Jean-Paul Sartre, Maxim-Gorki-Theater Berlin[19]
- 2010: Kassandra oder die Welt als Ende der Vorstellung (UA) von Kevin Rittberger, Schauspielhaus Wien[20]
- 2010: Adams Äpfel von Anders Thomas Jensen, Schauspiel Hannover[8]
- 2010: Penthesilea von Heinrich von Kleist, Maxim-Gorki-Theater Berlin[21]
- 2011: Körpergewicht. 17 % von Ewald Palmetshofer, Schauspielhaus Wien[22]
- 2011: der Garten (UA) von Anja Hilling, Schauspielhaus Wien[23]
- 2011: tier. man wird doch bitte unterschicht von Ewald Palmetshofer, Schauspielhaus Wien[24]
- 2012: Die Jungfrau von Orleans von Friedrich Schiller, Theater Freiburg[25]
- 2014: Aller Tage Abend (UA) von Jenny Erpenbeck, Schauspielhaus Wien[26]
- 2014: Die Welt von Gestern. 4. Folge: Die Agonie des Friedens von Ferdinand Schmalz, Schauspielhaus Wien[27]
- 2014: Sinfonie des sonnigen Tages (UA) von Anja Hilling und Mouse on Mars, Schauspielhaus Wien[28]
- 2015: Ödipus nach Sophokles, Euripides und Aischylos, Theater Freiburg[29]
- 2015: Nirgends in Friede. Antigone von Darja Stocker, Theater Freiburg[30]
- 2016: Retten, was zu retten ist (UA) von Philippe Heule, Theater Basel[9]
- 2016: Così fan tutte von Wolfgang Amadeus Mozart, Theater Freiburg[31]
- 2017: Eurotopia, Theater Freiburg[32]
- 2017: Das Recht des Stärkeren (UA) von Dominik Busch, Theater Basel[33]
- 2018: die unverheiratete von Ewald Palmetshofer, Theater Basel[34]
- 2018: Die Wahlverwandtschaften nach Johann Wolfgang von Goethe, Schauspielhaus Zürich[12]
- 2019: Meine geniale Freundin nach Elena Ferrante, Nationaltheater Mannheim[10]
- 2019: Die Ratten von Gerhart Hauptmann, Schauspiel Frankfurt[11]
- 2021: Die Politiker von Wolfram Lotz, Münchner Kammerspiele[14]
- 2021: Meine geniale Freundin – Teil 2 nach Elena Ferrante, Nationaltheater Mannheim[35]
- 2021: Michael Kohlhaas von Heinrich von Kleist, Schauspiel Frankfurt[36]